# Национальный транспортный университет
Национа́льный тра́нспортный университе́т (НТУ) (укр. Національний транспортний університет) — высшее учебное заведение в Киеве (Украина). Основан в 1944 году. Находится на ул. Омеляновича-Павленко № 1 (в центральном корпусе института до Октябрьской революции размещалась Киево-Печерская (5-я) гимназия; в 1960-х годах перестроен).
Факультеты: дорожно-строительный, автомеханический, экономики, менеджмента и права, транспортных и информационных технологий, институт заочного и дистанционного обучения, институт доуниверситетской подготовки и международного сотрудничества, институт экономики и бизнеса в транспорте; 30 кафедр; аспирантура, докторантура, НИИ проблем транспорта и строительных технологий. В институте — 335 преподавателей, в том числе 25 докторов наук и профессоров, 219 доцентов и кандидатов наук (1984). В фондах библиотеки — около 400 тыс. единиц хранения. В 1983—1984 учебных годах насчитывалось около 5 тыс. студентов. За 1944—1984 в вузе подготовлено 21 022 специалиста. 

## Факультеты и направления

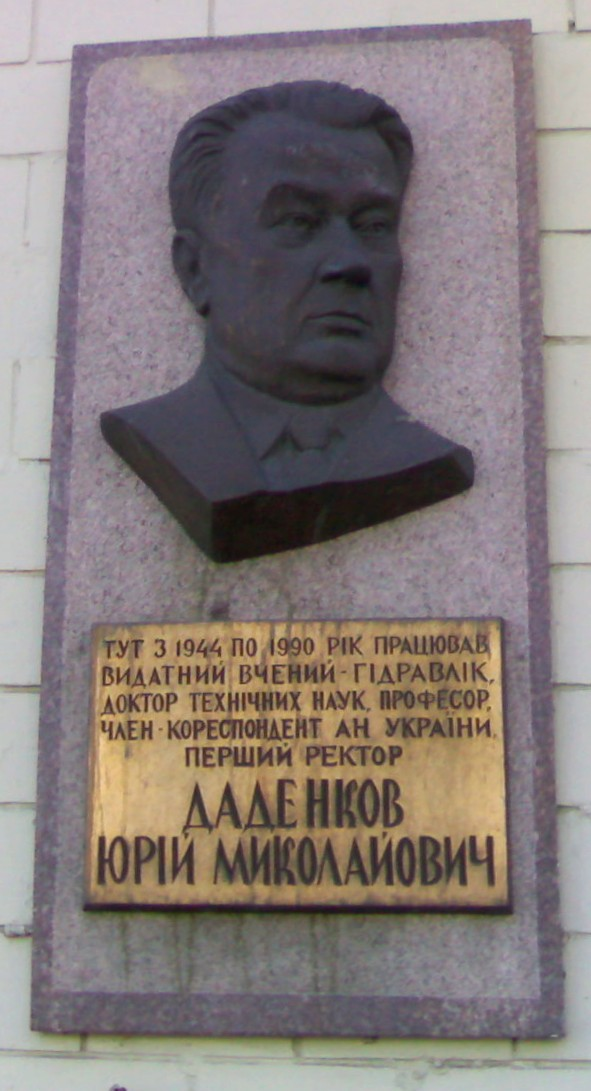
Мемориальная доска Даденкова Ю. Н. на главном корпусе НТУ

### Факультет транспортного строительства
- строительство;
- геодезия.

### Факультет транспортных и информационных технологий
- транспортные технологии;
- компьютерные науки;
- инженерия программного обеспечения.

### Факультет экономики, менеджмента и права
- право;
- менеджмент;
- экономика предприятия;
- финансы и кредит;
- учёт и аудит;
- туризм;
- филология (технический перевод).

### Автомеханический факультет
- автомобильный транспорт;
- машиностроение;
- сваривание;
- экология, охрана окружающей среды и сбалансированное природопользованиe;
- профессиональное образованиe.